# Kan Takahama
高浜 寛
Kan Takahama (高浜 寛, Takahama Kan) est une mangaka japonaise née le 6 avril 1977  à Amakusa, dans la préfecture de Kumamoto.

## Biographie
Kan Takahama nait le 6 avril 1977 dans la ville d'Amakusa, sur l'archipel homonyme de la préfecture de Kumamoto. Elle est diplômée de la faculté des beaux-arts de l'université de Tsukuba, et s'intéresse alors peu à la bande dessinée.
Lors d'une soirée entre amies, elle dessine une histoire courte, qui sera envoyée à l'éditeur Kōdansha par une de ses amies. Kōdansha lui propose alors de faire des essais, bien que Takahama ne pense pas vraiment devenir mangaka. Ses essais paraissent sur le site du magazine Weekly Morning, qui lui décerne à cette occasion le prix d'excellence Manga Open.
Après une courte collaboration, elle continue sa carrière de mangaka en 2001 dans Garo, plus adapté à son style. Ses histoires courtes parues dans ce magazine sont éditées en 2002 dans l'album Yellowbacks, paru en France, en Espagne et aux États-Unis sous le titre Kinderbook. Après la fin de la parution du magazine en décembre 2002, Takahama rencontre des difficultés pour récupérer les droits d'auteur de ses mangas, et ne sera jamais payée.
Des lecteurs de Garo comparant son style à la BD franco-belge, le directeur du magazine lui parle de Frédéric Boilet. Son travail et son manifeste de La Nouvelle Manga la séduisent, et elle prend contact avec lui dans l'idée d'une collaboration. Tous deux sortent ainsi en 2003 Mariko Parade, qui sera édité en quatre langues. Après un séjour au festival d'Angoulême 2003, Takahama publie sa première histoire en France dans le numéro 2 du magazine Bang !, intitulée Bons Baisers d'Angoulême. Puis en 2004, elle sort au Japon Awabi (littéralement « Jour d'écume »).
En 2006 est édité Nagi watari - Oyobi sono hokano tanpen (littéralement « Le Ferry calme, ainsi que d'autres nouvelles »), qui ne sera édité en France qu'en 2009, avec Awabi, sous le nom de L'Eau amère. À la même période, Casterman commande à Takahama et deux autres mangakas un projet qu'elle sera seule à mener au bout en 2010, intitulé 2 expressos, également sorti au Japon (des problèmes familiaux ayant empêché l'auteur de terminer ce projet plus tôt).
En 2017 paraît Tokyo, amours et liberté, que Le Monde décrit comme « une romance politique et sociale ».
Takahama s'associe avec Emmanuelle Maisonneuve et Julia Pavlowitch-Beck pour Le Goût d'Emma, bande dessinée publiée en 2018 qui raconte l'histoire de la première inspectrice du Guide Michelin.
L'année suivante, Glénat publie en français La Lanterne de Nyx, paru au Japon entre 2015 et 2019, qui porte sur « une orpheline japonaise douée de clairvoyance, à Paris en 1878 »,. La série remporte le Prix de l'excellence du 21e Japan Media Arts Festival en 2018, et le 24e Grand Prix du Prix culturel Osamu-Tezuka en 2020,. En parallèle, l'artiste dispense un cours de création de personnage à l'École internationale du manga et de l'animation (EIMA) à Toulouse.
En 2020, elle livre une adaptation du roman L'Amant de Marguerite Duras.

## Style
Takahama explique : « Les traits de mes personnages sont assez simples, avec un visage jamais surchargé ou des yeux disproportionnés, pas de cheveux en pics à outrance… Cette simplicité est en partie due au fait que je travaille seule. »
Ces influences viennent principalement du dessin académique travaillé pendant ses études, notamment pour le traitement des paysages et des natures mortes. 

L'idée de faire de la bande dessinée lui serait venue à vélo : 

« Tout naturellement, alors que je roulais avec mon walkman sur les oreilles, des histoires me sont venues en tête. Le paysage changeait au fur et à mesure que j'avançais, et je passais à côté des gens, comme si j'étais une caméra en train d'effectuer un travelling. Je me suis alors amusée à imaginer ce dont discutaient les individus que je croisais, et comme je ne pouvais pas saisir tout cela avec une caméra, je l'ai dessiné. Pour Binari Sun, c'est la première fois que j'ai mis tout ça dans des cases, avant je dessinais mes petites histoires de manière libre, une image par-ci, une autre par là… À force c'est donc devenu de la manga, même si ce n'était pas du tout mon idée au départ ! »

Takahama se dit influencée par Milan Kundera, et des auteurs de roman noir comme Charles Bukowski, Raymond Chandler, Gabriel García Márquez, Fūtarō Yamada, ou encore Kenzaburō Ōe. Son manga préféré est Élégie en rouge (赤色エレジー, Akairo/Sekishoku erejī) de Seiichi Hayashi (林 静一, Hayashi Seiichi), initialement pré-publiée dans Garo en 1970.
Elle utilise une grande part de son vécu personnel pour raconter ses histoires. L'humeur changeante et souvent mélancolique de ses personnages viendrait en partie de ses propres troubles du déficit de l'attention et troubles affectifs saisonniers.

## Œuvres
- Yellowbacks (イエローバックス, Ierōbakkusu?), Seirindō/Shinsōban, 2002, Yūgaku shorin, 2007 (Kinderbook, Casterman collection « Sakka », 2004)
- Mariko Parade (まり子パラード, Mariko Parādo?), Ohta Publishing, 2003 (Mariko Parade, Casterman collection « Écritures », 2003), avec Frédéric Boilet
- Awabi (泡日?), Yūgaku shorin, 2004 (L'Eau amère, Casterman collection « Sakka », 2009)[2]
- Nagi watari - Oyobi sono hokano tanpen (凪渡り--及びその他の短篇?), Kawade Shobō Shinsha, 2006 (L'Eau amère, Casterman collection « Sakka », 2009)
- Two Espressos (トゥー・エスプレッソ, Tū esupuresso?), Ohta Publishing, 2010 (2 expressos, Casterman collection « Écritures », 2010)
- Sad Girl, Casterman collection « Univers d'auteurs », 2012
- Yotsuya-ku Hanazono-chō (四谷区花園町?), Takeshobō, 2013 (Tokyo, amour et libertés, Glénat collection « Seinen », 2017)
- Chō no michiyuki (蝶のみちゆき?), Leed Publishing, 2014 (Le Dernier envol du papillon, Glénat collection « Seinen », 2017)
- La Lanterne de Nyx (ニュクスの角灯, Nyukusu no Rantan?), Leed Publishing, 2016 (Glénat collection « Seinen », 2019)
- Emmanuelle Maisonneuve, Kan Takahama et Julia Pavlowitch-Beck, Le goût d'Emma : Une femme dans les coulisses du plus grand guide gastronomique du monde, Les Arènes BD, 2018 (ISBN 2352045908)
- L'Amant, d'après le roman de Marguerite Duras, Rue de Sèvres, janvier 2020  (ISBN 9782369819080)
- Invincibles, Au pays du Dalaï-Lama, avec Sofia Stril-Rever,  Massot Editions, 2021[15]

## Distinctions
- Prix d'excellence Manga Open du magazine Weekly Morning pour Mont Saint-Michel (モン・サン・ミッシェル, Mon-San-Missheru?)[1]
- 2001 : 1er grand prix d'excellence du magazine Garo pour Binari Sun[1]
- 2004 : Prix de la meilleure histoire courte de The Comics Journal pour Yellowbacks
- 2018 : Prix d'excellence du Japan Media Arts Festival pour La Lanterne de Nyx[16]
- 2020 : Grand Prix du Prix culturel Osamu-Tezuka pour La Lanterne de Nyx[11],[12]